# Dodge County (Minnesota)
Das Dodge County ist ein County im US-amerikanischen Bundesstaat Minnesota. Im Jahr 2020 hatte das County 20.867 Einwohner und eine Bevölkerungsdichte von 18,3 Einwohnern pro Quadratkilometer. Der Verwaltungssitz (County Seat) ist Mantorville, das nach C. Peter Mantor, dem Gründer der Stadt, benannt wurde.

## Geografie
Das County liegt im Südosten von Minnesota. Es ist im Süden etwa 45 km von Iowa entfernt und hat eine Fläche von 1139 Quadratkilometern ohne nennenswerte Wasserfläche. An das Dodge County grenzen folgende Nachbarcountys:
| Rice County   | Goodhue County |                |
| Steele County |                | Olmsted County |
|               | Mower County   |                |

## Geschichte

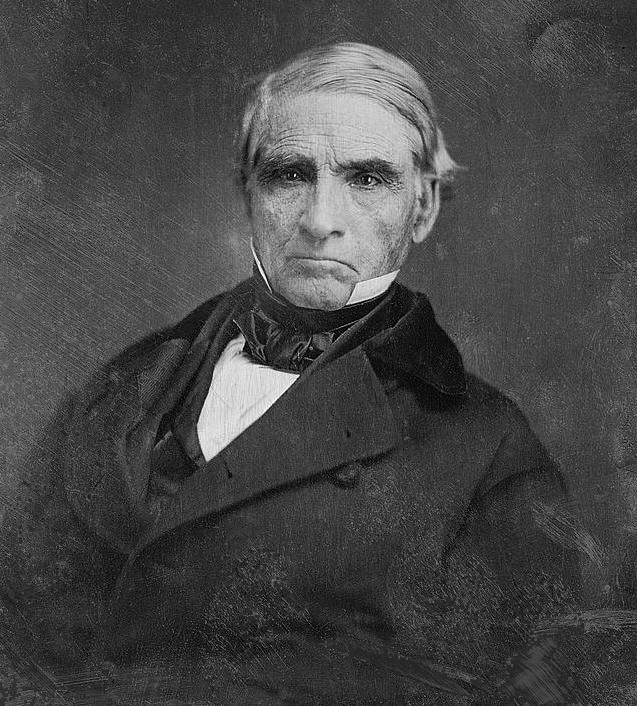
H. Dodge

Das Dodge County wurde am 20. Februar 1855 aus als frei bezeichneten – in Wirklichkeit aber von Indianern besiedelten – Territorium gebildet. Benannt wurde es nach Henry Dodge (1782–1867), einem US-amerikanischen Politiker und US-Senator.
Zehn Bauwerke und Stätten des Countys sind im National Register of Historic Places eingetragen (Stand 28. Januar 2018).

## Demografische Daten

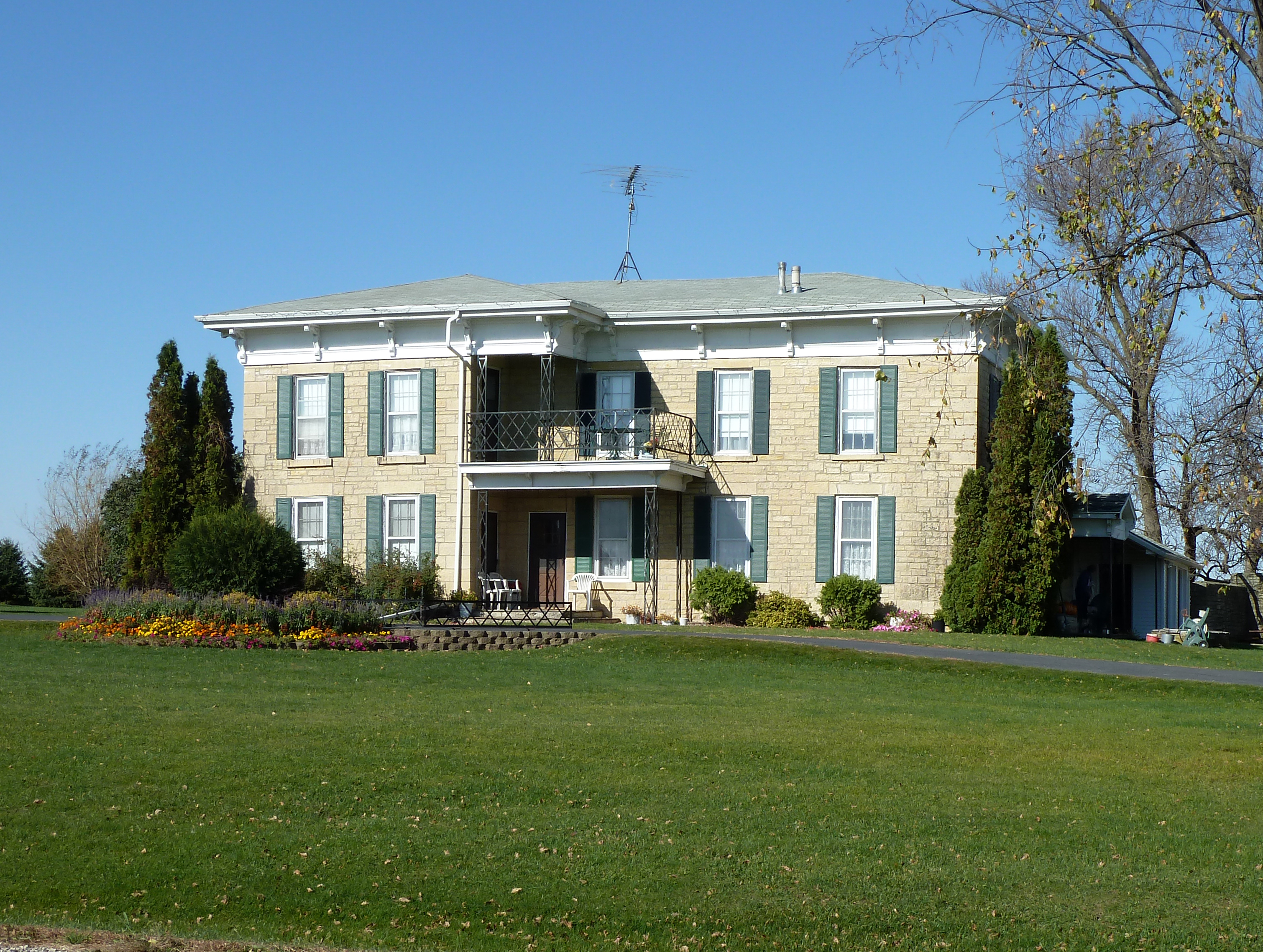
Das Perry Nelson House, gelistet im NRHP

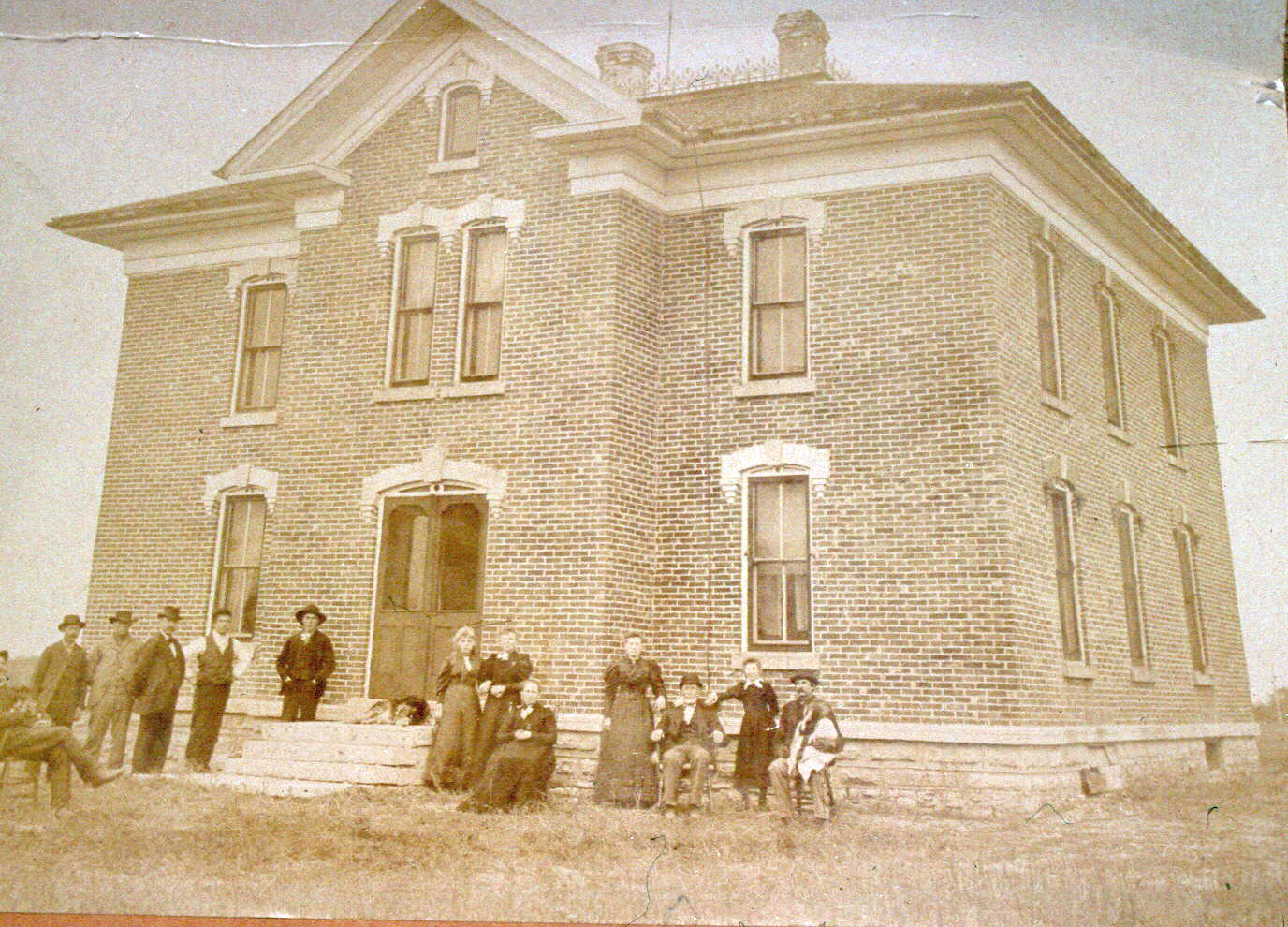
Das Ole Carlson House (um 1900), gelistet im NRHP

Nach der Volkszählung im Jahr 2010 lebten im Dodge County 20.087 Menschen in 7347 Haushalten. Die Bevölkerungsdichte betrug 17,6 Einwohner pro Quadratkilometer. In den 7347 Haushalten lebten statistisch je 2,69 Personen.
Ethnisch betrachtet setzte sich die Bevölkerung zusammen aus 97,5 Prozent Weißen, 0,5 Prozent Afroamerikanern, 0,4 Prozent amerikanischen Ureinwohnern, 0,5 Prozent Asiaten sowie aus anderen ethnischen Gruppen; 1,2 Prozent stammten von zwei oder mehr Ethnien ab. Unabhängig von der ethnischen Zugehörigkeit waren 4,7 Prozent der Bevölkerung spanischer oder lateinamerikanischer Abstammung.
28,4 Prozent der Bevölkerung waren unter 18 Jahre alt, 58,9 Prozent waren zwischen 18 und 64 und 12,7 Prozent waren 65 Jahre oder älter. 50,0 Prozent der Bevölkerung war weiblich.

Das jährliche Durchschnittseinkommen eines Haushalts lag bei 66.216 USD. Das Pro-Kopf-Einkommen betrug 27.776 USD. 6,5 Prozent der Einwohner lebten unterhalb der Armutsgrenze.

## Ortschaften im Dodge County
Citys
| - Blooming Prairie1 - Claremont - Dodge Center - Hayfield | - Kasson - Mantorville - West Concord |

Unincorporated Communities
- Berne
- Danesville2

1 – überwiegend im Steele County

2 – teilweise im Olmsted County

## Gliederung
Neben den sieben Citys ist das Dodge County ist in zwölf Townships eingeteilt:
| Township           | Einwohner (2010) | FIPS     |
| ------------------ | ---------------- | -------- |
| Ashland Township   | 319              | 27-02512 |
| Canisteo Township  | 654              | 27-09640 |
| Claremont Township | 461              | 27-11584 |
| Concord Township   | 574              | 27-12934 |
| Ellington Township | 261              | 27-18764 |
| Hayfield Township  | 465              | 27-27890 |

| Township             | Einwohner (2010) | FIPS     |
| -------------------- | ---------------- | -------- |
| Mantorville Township | 1926             | 27-40004 |
| Milton Township      | 734              | 27-42380 |
| Ripley Township      | 195              | 27-54502 |
| Vernon Township      | 665              | 27-66892 |
| Wasioja Township     | 914              | 27-68404 |
| Westfield Township   | 451              | 27-69448 |